# Sociedad de Estudiantes de Noruega

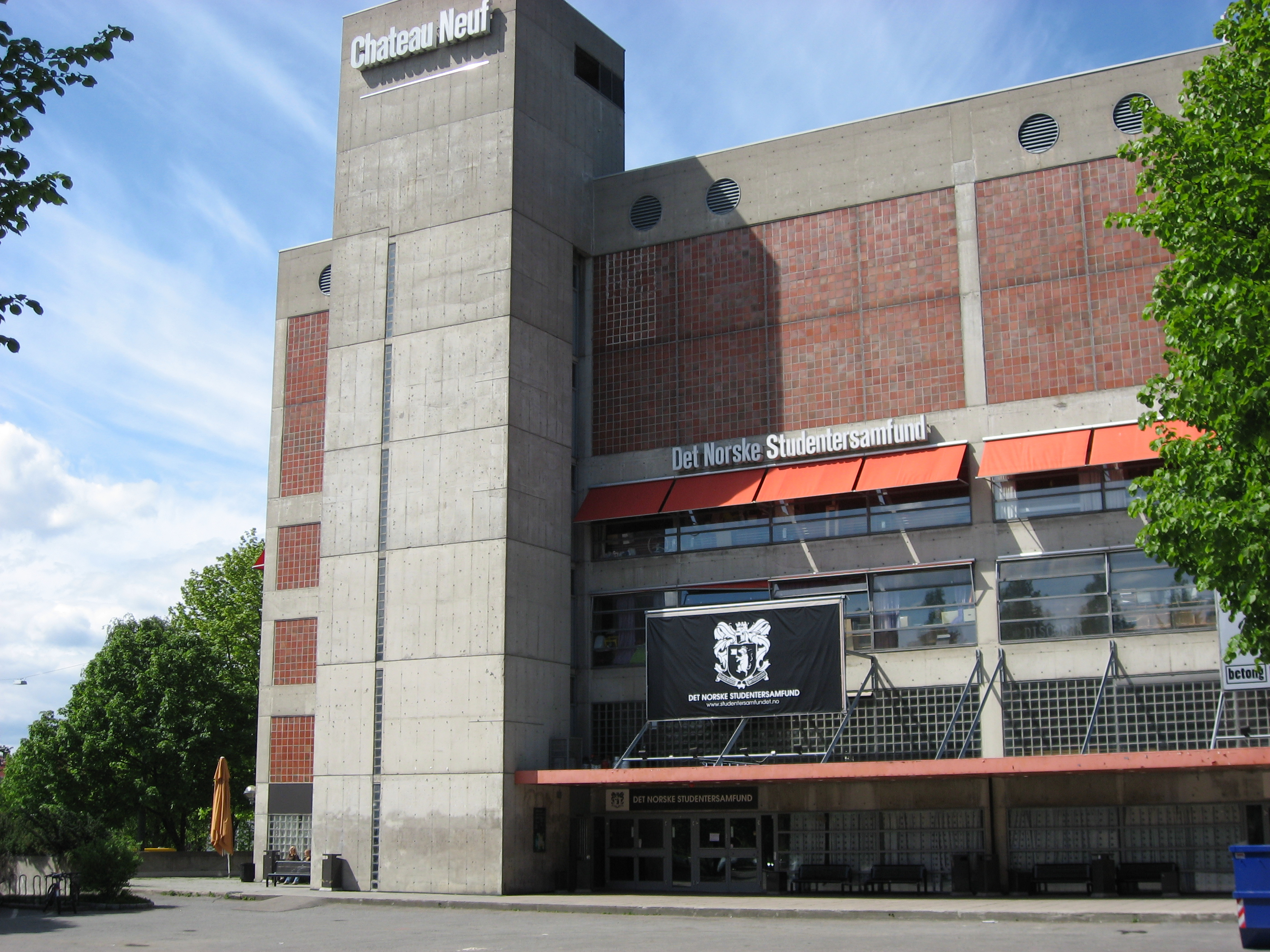
Chateau Neuf, sede de la Sociedad de Estudiantes de Noruega.

La Sociedad de Estudiantes de Noruega (en noruego: Det Norske Studentersamfund
) es la sociedad estudiantil más antigua de Noruega.
Esta organización fue fundada en 1813 en la Oslo, Noruega. Dos años después de la fundación de la Real Universidad Federicana (actual Universidad de Oslo), 18 de los 19 estudiantes fueron cofundadores de la Sociedad de Estudiantes de Noruega. Durante más de 200 años, ha sido el principal centro estudiantil de debates políticos y culturales. El fin de su fundación era la idea de crear un espacio social, intelectual y cultural para los estudiantes en la capital. Originalmente, tuvo sus inicios como un club literario cerrado, pero desde 1820 pasó a ser un recinto abierto para todos los estudiantes. En años posteriores, la Sociedad jugó un rol en el debate nacional, incluyendo en la contribución sustancia del establecimiento del 17 de mayo, como el Día de la Constitución noruega.
Su sede actual se encuentra en Chateau Neuf, un gran edificio de bloques de concreto ubicado en el sur del Campus Blindern. Abierto en 1971, el edificio también contiene varias cafeterías y un cine. La mayoría de las actividades del Chateau Neuf es generada por voluntarios que se registran para diversas labores a disposición. La sociedad organiza frecuentemente debates, conferencias y conciertos. La sociedad también posee su propio teatro y grupos musicales.